# Giuseppe Tasca Lanza
Giuseppe Tasca Lanza, né à Palerme le 3 juin 1849, mort dans la même ville le 17 décembre 1917, est un homme politique italien. 
Noble et propriétaire d’importants vignobles en Sicile, il député puis sénateur, et est élu maire de Palerme pour la première fois en 1901 et réélu deux autres fois en six ans. 

## Biographie

### Famille
Giuseppe Tasca Lanza est le deuxième enfant de Lucio Tasca, comte d'Almerita et sénateur de Royaume d'Italie, et de Beatrice Lanza Branciforte. Son frère, Lucio, prince de Cutò, est le père du prince socialiste Alessandro Tasca Filingeri et de Giulia qui épouse Romualdo Trigona, élu maire de Palerme en 1909. Sa sœur, Rosa, mariée à Francesco Lanza e Spinelli, est le mère de Giuseppe Lanza di Scalea, maire de Palerme entre 1920 et 1924. 
Giuseppe Tasca Lanza épouse Anetta Bordonaro Chiaromonte, qui donne naissance à Alessandro, Paolo, Lucio (maire de Palerme en 1943), Ottavio (mort lors des combats de la Première Guerre mondiale), et Giuseppe.  

### Activités professionnelles
Il étudie la chimie chez lui sans obtenir aucun diplôme mais occupera un poste d'assistant du professeur Emanuele Paternò à l'Université de Palerme. Jusqu'à sa mort, il reste proche de Paterno qui le précède à la tête de Palerme et au Sénat. 
Héritant de la volonté d'entreprise de son père, il gère les vignobles familiaux situées à Leonforte, dans la région de Valledolmo (Regaleali) et la périphérie de Palerme (villa Camastra, plus tard villa Tasca, domaine historique de la famille Trabia, donné par sa mère en 1876). Il développe les fermes modèles de Regaleali et Villa Camastra.
Il transforme la villa Camastra en l'une des exploitations agricoles les plus modernes de la Conca d'Oro. Elle est dotée de caves, de granges et de magasins d'engrais, et est équipée d'un système hydraulique alimenté par une chaudière à charbon, qui fait fonctionner une batteuse mécanique. Il y cultive agrumes, raisins et mûriers, industrialise la production du vin de Camastra distingué par la médaille d'or à l'exposition de Rome de 1897, élève des vers à soie 20 à 40 % plus productifs qu'en Lombardie, importe des vaches suisses et danoises, des chevaux anglais dans des écuries du dernier cri, et s’intéresse à l'apiculture.

### Vie publique
Il participe aux élections municipales de Palerme entre 1870 et 1890 parmi les forces démocratiques. Il est conseiller municipal et adjoint. 
Le 10 décembre 1890, il est élu député à la Chambre par le collège de Termini Imerese et celui de Palermo III, privilégiant le premier. Il est réélu en 1892 par le collège de Cefalù et siège jusqu'en 1895, puis par celui de Canicattì en 1897. Il prend notamment la parole en faveur du projet de loi contre « le frelatage et le raffinement des vins ». 
Ancien président de l'Association démocratique proche de Francesco Crispi passé ensuite dans les rangs des modérés et soutien d'Antonio di Rudinì, il dirige l'opposition municipale contre Paolo Beccadelli di Bologna. 
Quand ce dernier démissionne en mai 1901, l'opposition pense d'abord à élire son chef de file, le député Pietro Bonanno, inéligible du fait de son statut parlementaire, puis doit choisir entre l'avocat Girolamo Di Martino, soutien initial du maire démissionnaire, et Giuseppe Tasca Lanza, peu enclin à porter cette charge.  
Pourtant, fort du prestige de son nom et de son réseau politique, Giuseppe Tasca Lanza est élu maire de Palerme une première fois du 2 juin au 28 décembre 1901 avec 44 voix et 29 bulletins blancs. Il est secondé par une junte presque sans expérience administrative antérieure qui se divise rapidement à cause de la Chambre du travail voulue par Rosario Garibaldi Bosco, que le maire décide d'aider financièrement et d'inaugurer, probablement pour tenter vainement d'amadouer la gauche. 
Il compte parmi ses plus féroces adversaires politiques trois de ses neveux, Giuseppe Lanza di Scalea, troisième fils de sa sœur et du prince de Scalea, le comte Romualdo Trigona, mari de sa nièce Giulia Tasca di Cutò, et Alessandro Mastrogiovanni Tasca di Cutò, fils de son frère. 
Lorsque la commission d'enquête, mandatée par le prince de Camporeale, son prédécesseur, critique le choix de certains conseillers, la junte démissionne laissant place au commissaire Pietro Veyrat (Grenoble 1842-Oneille 1907).  
Il est réélu pour un nouveau mandat, le 18 avril 1902 à l'issue de nouvelles élections dont il est le mieux élu parmi les 60 démocrates élus contre 10 clérico-modérés et quelques socialistes, alors que les radicaux n'obtiennent aucun siège dans un conseil où la bourgeoisie professionnelle est hégémonique et l'aristocratie quasiment disparue. La liste démocrate propose un programme proche de aspirations socialistes, dont une réforme fiscale au profit des classes populaires, avec le soutien du préfet et de Giolitti qui parait vouloir s'opposer à une victoire de la liste clérico-modérée menée par Camporeale. 
Durant ce deuxième mandat qui dure jusqu'au 25 décembre 1903, sa majorité inclut les anciens socialistes Colnago et Napoli, arrêtés et incarcérés en 1895. Il municipalise le cimetière, décide de la construction du « grand moulin » municipal dont le roi d'Italie pose la première pierre en mai 1906 et de boulangeries municipales, réglemente les prix alimentaires contre la spéculation et favorise la construction de nouvelles routes. 
Les municipalisations et le retour du contrôle des prix divisent le conseil et la junte elle-même, dont certains membres démissionnent, et même au sein de l'opposition socialiste où s'oppose le partisan Bosco à Tasca di Cutò qui craint que la municipalisation nécessite de nouveaux impôts sans avantage pour le peuple. Son principal opposant interne est l'avocat pénaliste Li Donni, qui souhaite que les démocrates reprennent la main sur la majorité face à un Tasca trop indépendant à leurs yeux en remplaçant le conseiller financier Tesauro par Bonanno lors d'un remaniement que Tasca souhaite également mais plutôt pour écarter les dissidents. La junte démissionne en décembre 1903 après avoir été mise en minorité à propos de la gestion du cimetière.
Il est nommé sénateur le 25 novembre 1902, au titre de ses trois législatures comme député. Il prête serment le 9 février 1903 et dépose aussitôt une proposition de loi contre l'usure. 
Il est maire une troisième fois, du 14 mars 1906 au 10 juillet 1907. Il est par ailleurs conseiller provincial de Palerme. 
Sa junte comprend des adjoints de Girolamo Di Martino, des anciens partisans de Bonanno et deux modérés. Tasca Lanza reprend les municipalisations, dont celle du service de gaz validée en avril 1906 par 8 083 voix pour et 104 contre sur 18 681 votants lors d'un référendum populaire ce qui permet de baisser le coût pour les clients publics et privés. En avril 1906, il propose des repas dans les écoles élémentaires. 
Lors du renouvellement du tiers du conseil en juillet 1906, il inclut sur sa liste les proches de Florio Bosco, Lo Vetere et Renzo Barbera, marchand d'huile de Trapani, dont les présences sont combattues par les socialistes Alessandro Tasca et Drago. Sa liste remporte 20 sièges. Mais sa majorité se divise sur la politique de maitrise du prix du pain, la construction du moulin municipal et l'aménagement de la via Roma. Son adjoint à l'instruction publique, Empedocle Restivo, nourrit les oppositions internes notamment sur la réforme du personnel, puis accentue la crise municipale par sa démission en juin 1907. Tasca Lanza doit abandonner le pouvoir au profit Francesco Paolo Tesauro, dont les comtes Trigona et Scalea tentent d'empêcher l'élection.  
Il est également Président du Mont de Piété de Palerme durant 10 ans, administrateur de l'hôpital de Palerme et de l'hospice marin de Palerme et membre de la Société sicilienne des agrumes (1885) et de la Société sicilienne d'histoire nationale. Il crée et finance plusieurs associations d'entraide entre ouvriers et industriels.

## Décorations
- Commandeur de l'Ordre des Saints-Maurice-et-Lazare : 5 janvier 1904

- Grand Cordon de l'Ordre de la Couronne d'Italie : 1912

## Hommages
L'hôtel de ville de Palerme abrite un buste de Giuseppe Tasca Lanza sculpté par Antonio Ugo.
Une rue de la ville porte son nom, près du Corso Calatafimi et de Viale Regione Siciliana.